# Drymonia discoidalis
Drymonia discoidalis är en fjärilsart som beskrevs av Matsumura 1909. Drymonia discoidalis ingår i släktet Drymonia och familjen tandspinnare. Inga underarter finns listade i Catalogue of Life.